# Anton Leopold
Anton Leopold, (Frakanava-Dolnja Pulja, Gradišće, Austrija, 13. lipnja 1928. – ´Beč, 8. svibnja 2021.), hrvatski književnik, pjesnik, fotograf, gradišćanski Hrvat, član austrijskog kluba P.E.N. i Društva hrvatskih književnika.
Pripadnik t.zv. "generacije na mostu" književnika gradišćanskih Hrvata (Fridrik Bintinger, Augustin Blazović, Robert Hajszan, Pavao Horvath, Martin Jordanić, Mate Kočiš, Štefan Kokošić, Anton Leopold, Franjo Meršić, Franjo Palković, Vilijam Pokorny, Tedi Prior, Bela Schreiner, Ferdo Sinković, Feri Sučić, Mate Šinković, Ljudevit Škrapić, Ana Šoretić, Peter Tažky, Milo Vašak, Joško Weidinger, s time da Martina Jordanića, Anu Šoretić i Petra Tažkoga ne smijemo jednoznačno uvrstiti. Augustin Blazović je ovu generaciju nazvao tako jer One bi htile biti most u dvostrukom smislu: 1. Most od Miloradića k modernoj liri,... 2. Most k književnom jeziku."

## Djela
- Cvijeće iz Gradišća (Blumen aus dem Burgenland), 1954.
- Gradišćanski hrvatski gaj (Burgenländischkroatischer Hain), 1967.
- Štorice i pjesme (Erzählungen und Gedichte), 1989.
- Hrvatske povidajke (Kroatische Geschichten) 1992.
- Svitli kolobar (Der helle Kreis), 1995.
- Sunce domovine (Die Sonne der Heimat) 1996.
- Pjesma je moj razgovor (Das Gedicht ist mein Gespräch), CD, 2009.
- Ptici i slavuji - Hawks and nightingales., Herausgeber Peter Tyran, Wien: Verlag Braumüller 1983.

## Galerija
- Anton Leopold, Bečko Novo Mjesto 1944.
- S obitelji, Frankenau 1960.
- Stara seoska kuća obitelji Leopold u Frankenauu oko 1970.